# Música programática
Música programática es la música que tiene por objetivo evocar ideas e imágenes en la mente del oyente, representando musicalmente una escena, imagen o estado de ánimo. Al contrario, se entiende por música absoluta  aquella que se aprecia por ella misma, sin ninguna referencia particular al mundo exterior a la propia música. El término se aplica exclusivamente en la tradición de la música clásica europea, particularmente en la música del periodo romántico del siglo XIX, durante el cual el concepto va a tomar gran popularidad, llegando a convertirse en una forma musical autónoma, a pesar de que antes ya habían existido piezas de carácter descriptivo.

## Historia de la música programática

### Renacimiento
Los compositores del Renacimiento han escrito una abundante cantidad de música programática, especialmente para clavecín, incluyendo obras como por ejemplo The Fall of the Leaf  ("La caída de la hoja") de Martin Peerson o The Battle ("La batalla") de William Byrd. Para esta última obra, el compositor elaboró una descripción escrita de las diferentes secciones: "Emplazamiento de los soldados, marcha de infantería, marcha de caballería, trompetas, marcha irlandesa, gaita y tabal, flauta y tabal, marcha a la batalla, las tropas se enfrentan, retirada, gallarda de la mizu

### Barroco
Probablemente la obra más famosa del barroco sea Las cuatro estaciones de Antonio Vivaldi, un conjunto de cuatro conciertos para violín y orquesta de cuerda que ilustra las estaciones del año con lluvia, el zumbido de las moscas, vientos helados, esquiadores sobre el hielo, campesinos bailando y muchas más cosas. El programa de la obra se explicita con una serie de cuatro sonetos escritos por el compositor. Otra obra programática barroca muy conocida es el Capricho sobre la despedida de un estimado hermano, BWV 992, de Johann Sebastian Bach, las secciones del cual traen encantadores títulos descriptivos ("Los amigos lo rodean e intentan disuadirlo de marchar," "Le explican los peligros que puede encontrarse," "El lamento de los amigos," "Como no pueden disuadirlo, se despiden de él," "Ária del mozo de puesta," "Fuga en imitación de la trompa del mozo de puesta.") Häendel y su "Música acuática" y "La música para los reales fuegos artificiales".

### Clasicismo
Quizás es este periodo el que dio menos música programática. En este periodo, más que en ningún otro, la música se nutría de sus recursos internos, notablemente en las obras compuestas en forma sonata. Sin embargo, se cree que un cierto número de las primeras sinfonías de Franz Joseph Haydn pueden haber sido música de programa; por ejemplo, el compositor dijo en una ocasión que una de sus primeras sinfonías representaba "un diálogo entre Dios y el pecador". No se sabe a cual de sus sinfonías se refería. Un compositor menos conocido de la época clásica, Karl Ditters von Dittersdorf, escribió una serie de sinfonías basadas en Las metamorfosis de Ovidio. En cierto sentido, la Sexta Sinfonía de Ludwig van Beethoven, conocida como "Pastoral", se puede considerar música programática.

### Romanticismo
La música programática floreció especialmente en el romanticismo. El hecho de poder evocar en el oyente una experiencia específica más allá de sentirse delante de un músico o de un grupo de músicos, está relacionado con la idea romántica del "Gesamtkunstwerk", que consideraba las óperas de Richard Wagner como una fusión de todas las artes (escenografía, dramaturgia, coreografía, poesía, etc.), a pesar de que a veces se basara sólo en la música para ilustrar conceptos artísticos multifacéticos, como una pintura o un poema. Los compositores creían que las nuevas posibilidades sonoras que aportaba la orquesta romántica les permitía centrarse en las emociones, o en otros aspectos intangibles de la vida, mucho más que en el barroco o la era toonga.
Beethoven sentía una cierta reticencia a componer música programática, y dijo de su Sinfonía n.º 6 "Pastoral" (1808) que "la obra entera puede ser percibida sin descripción - es más una expresión de sentimientos que un poema musical". Aun así, la obra contiene descripciones de los cantos de los pájaros, el rumor de un riachuelo, una tronada, etc. Beethoven volvió más tarde a la música de programa con su Sonata para piano Op. 81a "Les adieux", que describe la despedida y el regreso de su amigo el archiduque Rodolfo de Austria.
La Sinfonía fantástica de Hector Berlioz es una narración musical de una historia de amor hiperbólicamente emocional vivida por el autor. Franz Liszt proporcionó programas explícitos para muchas de sus piezas para piano, pero también es el inventor del poema sinfónico. 
En el año 1874, Modest Músorgski compuso, utilizando sólo las posibilidades dinámicas del piano, una serie de piezas describiendo la contemplación de diez pinturas y dibujos de sus amigos en una galería. Se trata de Cuadros de una exposición, más tarde orquestada por Maurice Ravel. El compositor francés Camille Saint-Saëns compuso muchas piezas breves que también calificó de poemas sinfónicos. Entre los más populares hace falta destacar la Danza macabra y algunos movimientos de El carnaval de los animales. El compositor francés Paul Dukas es recordado por su poema sinfónico El aprendiz de brujo, basado en un cuento de Goethe. Igualmente, Tchaikovsky utilizó esta forma musical en diversas composiciones, entre las que destaca la célebre Obertura 1812, donde se describe puntualmente el enfrentamiento entre las tropas imperiales de Rusia y las de Napoleón Bonaparte, incluyendo fragmentos donde reproduce La Marsellesa, símbolo del ejército invasor.
Posiblemente el compositor más adepto a la música de programa fue el alemán Richard Strauss, que compuso poemas sinfónicos como por ejemplo Tod und Verklärung (retratando la agonía de un hombre y su entrada al cielo), Don Juan (basada en la clásica leyenda de Don Juan), Till Eulenspiegels lustige Streiche (basada en episodios de la vida del personaje legendario alemán Till Eulenspiegel), Don Quijote (retratando episodios de la obra de Miguel de Cervantes, Don Quijote, Ein Heldenleben (que describe episodios de la vida de un héroe anónimo, que a menudo se ha identificado con el mismo Strauss) o la Sinfonía doméstica (que narra episodios de la vida familiar del compositor, incluyendo el momento de traer los niños a la cama). Se ha dicho que Strauss afirmó que con música puede describirse cualquier cosa, ¡incluso una cuchara de café!. Es también notable el caso del compositor noruego Edvard Grieg en su obra Peer Gynt. Principalmente la conocida pieza La mañana.

### SigloXX
En el siglo XX, la Suite Lírica de Alban Berg fue considerada durante mucho tiempo música absoluta, pero el año 1977 se descubrió que de hecho estaba dedicada a Hanna Fuchs-Robettin. Leitmotivs importantes están basados en las series melódicas A–B–H–F, que son sus iniciales combinadas. El último movimiento contiene una recreación de un poema de Baudelaire, suprimida por el compositor para la publicación  (enlace roto disponible en Internet Archive; véase el historial, la primera versión y la última)..
Por último hay que añadir que la música está basada en una obra extramusical, no quiere describir nada, por lo tanto no es descriptiva. No tiene nada que ver la música programática, que tiene toques descriptivos, con la música descriptiva, que quiere describir algo.

## Música popular como música programática
El término "música programática" no se usa cuando se habla de música popular. La tradición de piezas exclusivamente orquestales con programa ha disfrutado de continuidad en algunas piezas para orquesta de jazz, principalmente debidas a Duke Ellington. Las piezas instrumentales en la música popular a menudo tienen un título descriptiu suggerent, por el que pueden ser consideradas música de programa, y se pueden encontrar álbumes dedicados a desarrollar una idea programática concreta (por ejemplo, China de Vangelis o The Songs of Distant Earth de Mike Oldfield). Algunos géneros de música popular son más susceptibles que otros de contener elementos programáticos; como por ejemplo new age, surf rock, jazz fusion, progressive rock, art rock o varios géneros de techno music.

## Categorías

### Música descriptiva
Sugiere musicalmente fenómenos de la naturaleza (el mar, tormentas...) o determinadas situaciones.
Por ejemplo: Las cuatro estaciones, de Antonio Vivaldi.

### Poema sinfónico
Composición para orquesta, con un solo movimiento (una parte) que está determinada por algo externo a la música (idea extramusical) descriptiva o poética (un poema, una idea argumentada..) Su objetivo es mostrar musicalmente esa idea o poema.
Por ejemplo: Danza macabra, de Saint-Saëns.

### Música incidental
La música incidental es la música que se compone para un momento concreto de una obra de teatro, principalmente. Hoy en día correspondería a ciertas bandas sonoras del cine, música compuesta para unas determinadas imágenes.

## Enlaces
- Música programática en ¡Reivindicalobello!
- neønymus como ejemplo de Música programática